# Bernard Roques
Pour les articles homonymes, voir Roques.
Bernard Roques, né le 22 juillet 1935 à Reims, est un chercheur français en science des biochimie, professeur émérite à l’université Paris-Descartes, membre de l'Académie des sciences.

Bernard Roques a consacré ses recherches à l'étude à l'échelle moléculaire des phénomènes de reconnaissance de cibles biologiques (par exemple, l'ADN, les peptidases, les protéines rétrovirales...) par des agents endogènes (par exemple, les enképhalines, les neuropeptides...) ou exogènes et sa possible extension thérapeutique. Dans ce but, il a développé des outils chimiques et des techniques d'analyse structurale.